# Оргуље
Оргуље (грч. οργανον, лат. organum)
су највећи и најсложенији музички инструмент. Оне су аерофони инструмент сачињен од једнотонских свирала, које дају звук помоћу ваздуха из меха, а оглашавају се помоћу клавијатуре. Тонски распон им је гледајући клавијатуру од C до, углавном 3. Али због разноврсности регистара реални звучни распон је знатно већи: од 2C до чак g6, што такође није фиксирано. То зависи од сваког инструмента понаособ.
Оргуље производе широк спектар звуковних боја. Он зависи од регистара који се налазе на њима. Један регистар садржи низ свирала исте боје и јачине. Број свирала једног регистра је једнак броју дирки на мануалу. Регистри могу бити тихи, тамни, јасни, продорни, рески... Њих свирач укључује и спаја да би добио жељени звук.

## Делови оргуља
Састоје се од свирала које се налазе углавном у дрвеном ормару, затим меховља и управљачког механизма (свираоник, трактура и вентили).

### Свираоник
Сви делови оргуља стављају се у погон и управљају преко свираоника. Састоји се од једне или више клавијатура (најчешће три) који се називају мануалии свирају се рукама. На доњем делу свираоника налази се још једна клавијатура која се свира ногама. Она се назива педал. Око мануала се налазе регистри. Њиховим укључивањем се одређује које ће свирале да свирају, односно које ће звуковне боје да звуче. Посебни регистри повезују мануале међусобно и мануале с педалом. Они се зову копуле (спојнице).

### Свирале (регистри)
Свирале су цилиндричне, купасте, призматичне или пирамидалне цеви у којима се налази згуснути ваздух, који излазећи из њих даје звук. Материјали од којих се граде свирале су: дрво, калај, олово и бакар. У зависности од начина на који ваздух излази напоље разликујемо лабијалне и језичне свирале. У лабијалним свиралама тон настаје тако што млаз ваздуха пролази кроз процеп на горњој усни. Тако слично настаје тон и код фруле. Код језичних свирала тон настаје тако да ваздушни млаз удара у језичац који под њим трепери и удара у жлијеб који даје тон.
Постоји још једна посебна врста регистара. То су ''аликвоте'' или микстуре. Оне су сложени регистри који садрже по више свирала спојених на један вентил. Не дају чисти тон већ основни тон са неким од тонова аликвотног низа. Увек се користе у комбинацији са другим регистрима и дају оргуљама препознатљив сјајан и свечан звук.

### Мех
Сав потребан ваздух за свирале долази из једног или више мехова који пумпају ваздух и држе га увек под истим притиском. Мехови се пумпају помоћу електромотора. Некада су их пумпали људи који су се називали калканти.

### Трактура
Трактуром се назива цео сплет механизама који повезују дирку и свиралу. Трактура може да буде: механичка- ако дирку и свиралу повезује низ дрвених вретена и зглобова, пнеуматска- повезују их цевчице под ваздушним притиском, или електромагнетна- повезани су елктромагнетним таласима.

## Историја оргуља

### Антика и средњи век
Историја оргуља води у далеку прошлост. Њихове претече су далекоисточни инструменти: кинески шенг и јапански шо, а од античких се сматра панова фрула. Први директни предак оргуља је грчки односно римски инструмент хидраулос. Имао је свирале као и оргуље само што се ваздух у свирале пумпао помоћу притиска воде. Након пропасти Античког Рима оргуље се негују у Византији где су биле саставни део дворског церемонијала. Поново почињу да се шире по Европи када их византијски цар Константин Копронимос поклања франачком краљу Пипину Малом. За време франачких владара оргуље полако улазе у западнохришћанску црквену литургију. Прве познате оргуље у цркви постављене су у Ахену 812. године. Те ране средњовековне оргуље су имале велике и незграпне дирке и мало регистара. 

### Ренесанса и барок
До 15. века оргуље су се јако прошириле по западној и средњој Европи, а имају више мануала и педал. Током ренесансе оргуље доживљавају велики процват: технички се усавршавају и добијају нове звучне боје. 
Златно доба им почиње у 17. веку, када престају да губе своју дотадашњу једину улогу- праћење црквеног певања. У том раздобљу раног барока настају прве чисто инструменталне композиције за оргуље. Током целог барока се профилишу регионални, односно национални стилови градње оргуља. Тако постоје: севернонемачки, јужнонемачки, италијански, француски, енглески и шпански типови оргуља, који се разликују по регистрима, боји и изгледу карактеристичном за сваку регију. Градили су их оргуљари, од којих су, из тог раздобља најзначајнији: Шнитгер, браћа Зилберман, Клико, Антењати. Барокни композитори су писали за оргуље оргуљара које су биле у њиховом животно окружењу. Најпознатији композитори су: Купрен, Фрескобалди, Персл, Букстехуде, Хендл и највећи оргуљаш међу њима Бах.

### Романтизам и XX век
У доба класицизма оргуље су изгубиле свој дотадашњи значај, али у доба романтизма поново доживљавају успон, али у новој форми. До романтизма су грађене искључиво са механичком трактуром, али у 19. веку је откривена пнеуматика која је заменила механичку трактуру. То је омогућило проширивање оргуља, па су добиле звук и снагу великог симфонијског оркестра. Овај романтични звучни идеал је успео да постигне оргуљар А. Каваи- Кол. За такве велике инструменте су писали многи композитори: Менделсон, Брамс, Лист, Шуман, Франк, Регер...
Током 19. века многи инструменти су били девастирани тако што им је механичка трактура била замењена пнеуматском. На тај начин су те оргуље изгубиле своја стилска обележја. Зато је око 1900. године настао „Оргуљашки покрет“ и проширио се широм Европе, са циљем да старе оргуље врати у првобитно стање. Утицај те реформе је важан и за данашње оргуљаштво.
Данас оргуље нису инструмент који користи само у западнохришћанском богослужју. Оне су и солистички концертни инструмент изузетно са великим техничким и звучним могућностима. Зато бројни савремени композитори пишу за њих. Оргуље данас поседују све значајне концерте сале по целом свету и негују концертирање на њима.

### Базе података
- International Organ Foundation Архивирано 17 јул 2018 на сајту , an online pipe organ database with specifications of more than 10,000 organs in 95 countries
- Organ Historical Society Pipe Organ Database
- The Top 20 – The World's Largest Pipe Organs Архивирано на веб-сајту  (13. октобар 2018)
- National Pipe Organ Register, featuring history and specifications of 28,000 pipe organs in the United Kingdom
- Die Orgelseite, photos and specifications of some of the world's most interesting organs (subscription required for some content)
- Organ Database, stoplists, pictures and information about some 33,500 pipe organs around the world
- The New York City Organ Project Архивирано на веб-сајту  (20. април 2018) documents organs present and past in the five boroughs of New York City
- Musiconis Database Архивирано на веб-сајту  (6. јануар 2018), an online database of medieval musical iconography (featuring images of medieval organs)

### Ресурси за видео снимке оргуља
- "TourBus to the King of Instruments" – video series with Carol Williams (organist) about the large & small, famous & unique pipe organs of the world. American Video & Audio Production Company
- "The Joy of Music" – television series with Diane Bish about large pipe organs in USA and in Europe.